# Calliano, Trentino
Calliano là một đô thị ở Trentino ở vùng Trentino-Nam Tirol của Ý, tọa lạc cách 15 km về phía nam của Trento. Tại thời điểm ngày 31 tháng 12 năm 2004, đô thị này có dân số 1.222 người và diện tích là 10,2 km².
Calliano giáp các đô thị: Besenello, Nomi, Folgaria, Volano, và Rovereto.